# Sur le chemin de la rédemption
Pour les articles homonymes, voir Rédemption (homonymie).
Pour plus de détails, voir Fiche technique et Distribution.
Sur le chemin de la rédemption (First Reformed) est un film américain réalisé par Paul Schrader et sorti en 2017.

## Synopsis
Ancien aumônier militaire, Ernst Toller est pasteur de l'église réformée à Snowbridge dans l'État de New York. L'homme est en pleine crise de foi et bouleversé depuis la mort de son fils. Il va se retrouver confronté aux nombreux secrets de son église, impliquée dans des affaires louches avec des multinationales éthiquement peu scrupuleuses.
Le scénario est construit sur le journal intime du pasteur. Au début du film, Ernst Toller est appelé par une femme inquiète à cause de son mari complètement désespéré par l'état de la planète. Le mari se suicide assez vite, et le récit s'accélère avec la prise de conscience du pasteur. Comment la foi chrétienne peut-elle admettre la pollution de la planète et ses inévitables conséquences désastreuses sur les gens ? Le film de Schrader est basé, comme son fameux scénario de Taxi Driver, sur une méditation angoissée du personnage principal : « On pollue puis Dieu nettoie ? » L'église du pasteur est financée par le plus gros industriel pollueur de la région. Le dernier tiers du film est un spectaculaire retournement de situation...

## Fiche technique
Sauf indication contraire, les informations mentionnées dans cette section peuvent être confirmées par la base de données cinématographiques IMDb,  présente dans la section « Liens externes ».
- Titre original : First Reformed
- Titre français : Sur le chemin de la rédemption
- Réalisation et scénario : Paul Schrader
- Musique : Nicci Kasper et Brian « Lustmord » Williams
- Direction artistique : Patrice Vermette
- Décors : Grace Yun
- Costumes : Olga Mill
- Montage : Joe Walker
- Photographie : Alexander Dynan
- Production : Jack Binder, Victoria Hill, Gary Hamilton, David Hinojosa, Frank Murray et Christine Vachon
- Sociétés de production : Killer Films
- Sociétés de distribution : Universal Pictures
- Pays de production :  États-Unis
- Langues originales : anglais
- Format : couleur
- Genre : drame, thriller
- Durée : 113 minutes
- Dates de sortie :
  - Italie : septembre 2017 (Mostra de Venise 2017)
  - États-Unis : 18 mai 2018
  - France : 4 septembre 2018 (DVD)

## Distribution
- Ethan Hawke (VF : Jean-Pierre Michaël) : le pasteur Ernst Toller
- Amanda Seyfried (VF : Chloé Berthier) : Mary
- Cedric the Entertainer (VF : Saïd Amadis) : Le révérend Joel Jeffers
- Michael Gaston (VF : Charles Borg) : Edward Balq
- Victoria Hill (VF : Marie-Eve Dufresne) : Esther
- Philip Ettinger (VF : François Santucci) : Michael
- Bill Hoag (VF : Antoine David-Calvet) : John Elder
- Michael Metta : Le fils de Balq
- Frank Rodriguez (VF : Jean-François Roubaud) : le shérif
- Gary Lee Mahmoud (VF : Sébastien Boju) : le médecin

## Production
Pour le rôle de Toller, les premiers choix sont d'abord Jake Gyllenhaal et Oscar Isaac mais c'est finalement Ethan Hawke qui incarne ce rôle[réf. souhaitée].
Le rôle d'Amanda Seyfried est dans un premier temps envisagé pour Michelle Williams. Seyfried est réellement enceinte pendant le tournage[réf. souhaitée].

## Distinctions

### Nominations et sélections
- Mostra de Venise 2017 : en compétition
- Oscars 2019 : Meilleur scénario original
- National Board of Review: Top Ten Films 2018.